# Mario Marchesani
Mario Marchesani (Porto San Giorgio, 8 marzo 1908 – Verona, 28 maggio 1991) è stato un generale italiano.

## Biografia
Nacque a Porto San Giorgio, in provincia di Fermo, l'8 marzo 1908, e incominciò la sua carriera militare il 15 ottobre 1927, arruolandosi nel Regio Esercito come Allievo ufficiale volontario per frequentare la Regia Accademia di Artiglieria e Genio di Torino. Nel 1935 entrò in servizio di volo come osservatore d'aeroplano presso il 67º Gruppo Osservazione Aerea per poi venire aggregato all'8º Reggimento artiglieria terrestre "Pasubio", mobilitato dal 12 febbraio 1941. Trasferito al 108º Reggimento artiglieria motorizzata della 5ª Divisione fanteria "Cosseria", con il grado di maggiore è inviato con l'ARMIR sul fronte del medio Don. Dopo aspri combattimenti in seguito allo sfondamento del fronte, è decorato sul campo con la medaglia di bronzo al valor militare.
Dopo la lunga ritirata delle divisioni italiane riesce a rientrare in Italia il 3 maggio 1943. In seguito agli eventi dell'armistizio dell'8 settembre, Mario Marchesani si sottrae alla cattura da parte dei tedeschi e si ricongiunge ad un comando italiano, presentandosi al Ministero della Guerra il 20 giugno 1944. Viene congedato definitivamente il 9 marzo 1982 col grado di generale di brigata.